# Jules Crépieux-Jamin
Jules Crépieux-Jamin (1859 – 1940) foi um grafólogo francês nascido em Arras.
A partir de 1889, Crépieux-Jamin trabalhou como dentista em Ruão. Ele estava profundamente interessado nas obras de Jean-Hippolyte Michon (1806-1881), considerado o fundador da grafologia moderna (ciência da análise da caligrafia). Durante grande parte de sua carreira, Crépieux-Jamin analisou e revisou o trabalho de Michon, que incluiu a reclassificação e o reagrupamento do sistema de "sinais de caligrafia" e o desenvolvimento de novas regras sobre sua classificação.
Em seu livro, ABC de la graphologie, de 1929, ele apresentou um sistema de classificação de sete categorias em que 175 sinais grafológicos são agrupados. As sete categorias que ele usou são intituladas: Dimensão, Forma, Pressão, Velocidade, Direção, Layout e Continuidade. A título de exemplo, a categoria "Forma" conteria vários sinais grafológicos, tais como: "arredondado", "ornamentado", "harmonioso", "confuso", et al.
Crepieux-Jamin fez uma "abordagem holística" à análise da caligrafia e aplicou uma gama de significados hipotéticos a cada elemento da caligrafia, sustentando que o valor de um sinal em particular não é fixo e sua importância e interpretação são variáveis dependendo de outro aspectos da escrita em análise.

## Obras
- Traité Pratique de Graphologie, Flammarion, Paris
- L'écriture et le caractère (1888), PUF, Paris, 1951, 441 páginas — Caligrafia e expressão
- La graphologie en exemples (1898), Larousse, Paris.-- Grafologia em exemplos
- Les Bases fondamentales de la Graphologie et de l'expertise en écritures (1921) — Os fundamentos da grafologia e a perícia na escrita
- L'Age et le sexe dans l'écriture (1924), Adyar, Paris — Idade e sexo na caligrafia
- Les éléments de l'écriture des canailles (1925), Flammarion, Paris. — Os elementos da escrita dos canalhas.
- L'ABC de la graphologie (1929), PUF, 1960, 667 pages — O ABC da grafologia.
- Libres propos sur l'expertise en écritures et les leçons de l'Affaire Dreyfus, Alcan, 1935 — Sobre a experiência da escrita livre e as lições de Dreyfus Affair.